# 圣康坦-拉莫特-克鲁瓦欧巴伊
圣康坦-拉莫特-克鲁瓦欧巴伊（法語：Saint-Quentin-la-Motte-Croix-au-Bailly，法語發音：[sɛ̃ kɑ̃tɛ̃ la mɔt kʁwa o baji]）是法国皮卡第大区索姆省的一个市镇，属于阿布维尔区

## 历史
该市镇由圣康坦（Saint-Quentin）、拉莫特（Lamotte）、拉克鲁瓦（La Croix）三个村庄组成。大革命时期，该市镇被命名为“克鲁瓦欧巴伊”（Croix-au-Bailly）。

## 地理
圣康坦-拉莫特-克鲁瓦欧巴伊（50°4'25"N, 1°27'7"E）面积6.91 平方千米，位于法国上法蘭西大區索姆省，该省份为法国北部沿海省份，北起加来海峡省和北部省，西接滨海塞纳省和大西洋英吉利海峡，南至瓦兹省，东临埃纳省。

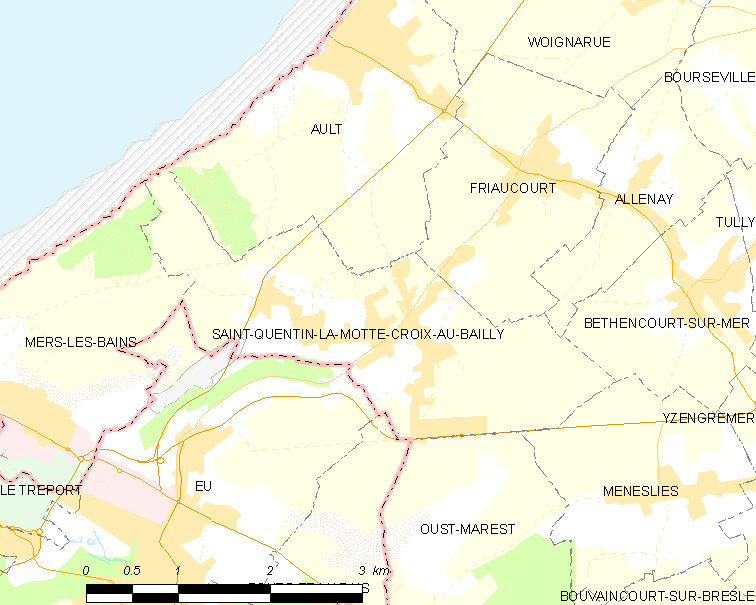
圣康坦-拉莫特-克鲁瓦欧巴伊的OSM定位图

与圣康坦-拉莫特-克鲁瓦欧巴伊接壤的市镇（或旧市镇、城区）包括：厄镇、蓬和马赖、阿勒奈、欧尔特、滨海贝唐库尔、弗里欧库尔、梅讷利、梅尔斯莱班、乌斯特马雷。
圣康坦-拉莫特-克鲁瓦欧巴伊的时区为UTC+01:00、UTC+02:00（夏令时）。

## 行政
圣康坦-拉莫特-克鲁瓦欧巴伊的邮政编码为80880，INSEE市镇编码为80714。

## 政治
圣康坦-拉莫特-克鲁瓦欧巴伊所属的省级选区为弗里维尔-埃斯卡博坦县。

## 人口
圣康坦-拉莫特-克鲁瓦欧巴伊于2022年1月1日时的人口数量为1265人。

1962-2008年间圣康坦-拉莫特-克鲁瓦欧巴伊人口变化图示